# Kaława
Kaława (niem. Kalau) – wieś sołecka w Polsce położona w województwie lubuskim, w powiecie międzyrzeckim, w gminie Międzyrzecz, przy dawnej drodze krajowej nr 3 (E65).
W latach 1945–1954 siedziba gminy Kaława. W latach 1954–1972 wieś należała i była siedzibą władz gromady Kaława. W latach 1975–1998 miejscowość administracyjnie należała do województwa gorzowskiego (granica z województwem zielonogórskim przebiegała ok. 2 kilometry na południe od wsi).

## Historia
Miejscowość pierwotnie związana była z Wielkopolską. Ma metrykę średniowieczną i istnieje co najmniej od początku XIII wieku. Wymieniona została po raz pierwszy w łacińskojęzycznym dokumencie z 1236 pod nazwą „Colva”, w 1257 „Calava”, 1307 „Kalow”, 1412 „Kalo”, 1443 „Kalewi”, 1508 „Calawa”, 1510 „Calaua”, 1528 „Kalawa”, 1563 „Caliawa” .
Wieś podobnie jak wiele innych okolicznych wsi dzięki darowiznom stała się własnością klasztoru cystersów w Paradyżu. Archiwalny dokument z 1257 mówi o tym, że książę wielkopolski Przemysł I zatwierdził posiadłości klasztoru; w tym m.in. wieś o nazwie Kaława. Wziął je wszystkie pod swoją opiekę nadając im zwolnienia immunitetowe oraz zezwalając na ich lokację na prawie niemieckim .
Kościół istniał tu już w 2 połowie XIII w., była to budowla murowana, prawdopodobnie utrzymana w stylu gotyckim. W XV wieku miejscowość była siedzibą własnej parafii w dekanacie międzyrzeckim i leżała w powiecie poznańskim Korony Królestwa Polskiego. W 1460 król polski Kazimierz Jagiellończyk ustalił wymiar ciężarów i robocizny świadczonych ze wsi należących do klasztoru paradyskiego (w tym również Kaławy) dla zamku międzyrzeckiego. W 1528 król Zygmunt Stary rozsądzał spór pomiędzy mieszczanami z Międzyrzecza a karczmarzami z wsi klasztornych Wysoka i Kaława, zatwierdzając dawne prawa tych karczmarzy do warzenia i sprzedaży piwa, co poświadcza tradycje piwowarskie w regionie sięgające średniowiecza. W 1564 Kaława była wsią sołecką opata paradyskiego i liczyła 25 śladów, na których gospodarowali kmiecie płacący do zamku w Międzyrzeczu 40 groszy i 9 denarów podatku wieprzowego. Oprócz tego każdy z nich płacił w naturze oddając po ćwiertni żyta, 1,5 ćwiertni owsa, jednej kurze oraz 15 jaj. Oprócz płatności chłopi ze wsi mieli także obowiązek rozwożenia przez jeden dzień mierzwy, koszenia łąk oraz grabienia i zwożenia siana do zamku, a także zwiezienia tam 4 wozów drewna rocznie .
Miejscowość wspominały historyczne dokumenty prawne, własnościowe i podatkowe. W 1443 Antoni opat klasztoru w Paradyżu był w sporze sądowym z Barbarą kmiotką z Kęszycy w sprawie dotyczącej wsi Kaława. W 1508 odnotowany został pobór podatków we wsi z 28 łanów oraz od karczmy. Miejscowy sołtys posiadał z 3 łany, ale zwolniony został z opłaty, ponieważ zapłacił wiardunki wojenne, których inni nie płacili. W 1563 odnotowano pobór z 25 łanów kmiecych, 2 łanów sołysich i jednego łana lennego należącego do feudała, a także od 8 komorników. W 1580 płatnikiem podatków ze wsi był opat paradyski, który zapłacił od 29 łanów, 10 zagrodników, dwóch rzemieślników i 8 komorników .
Podczas potopu szwedzkiego w 1655 r. kościół został złupiony i spalony przez Szwedów, odbudowany w latach 1668–1669 spłonął w 1733 r. Świątynia została odbudowana w stylu barokowym z inicjatywy opata paradyskiego Józefa Górczyńskiego. W okresie Rzeczypospolitej Obojga Narodów wieś duchowna, własność opata cystersów w Paradyżu pod koniec XVI wieku leżała w powiecie poznańskim województwa poznańskiego.
Miejscowość po rozbiorach Polski znalazła się w zaborze pruskim. W 1796 r. dobra kościelne zostały znacjonalizowane przez państwo pruskie. W 1860 r., po kolejnym pożarze wyremontowano kościół i wymieniono jego wyposażenie. W 1909 r. wybudowano linię kolejową z Międzyrzecza do Toporowa. W latach trzydziestych XX w. obok Kaławy wzniesiono umocnienia centralnej części Międzyrzeckiego Rejonu Umocnionego, które przełamane zostały w nocy z 29 na 30 stycznia 1945 r. w sąsiednim Pniewie.

## Zabytki
Do wojewódzkiego rejestru zabytków wpisane są:
- kościół parafialny pod wezwaniem św. Mikołaja, murowany z lat 1668–1699, przebudowany w XIX wieku. Nawa kościoła przekryta jest pozornym sklepieniem kolebkowym[7].
- obiekty Międzyrzeckiego Rejonu Umocnionego, z lat 1934–1945, dec. → Międzyrzecz, Centralny Odcinek MRU:
  - schrony bojowe: Pz.W. nr: 716; 716a; 719; 720
  - cztery kopuły pozoracyjne
  - stanowisko bojowe nr 717 w grupie warownej Scharnhorst, murowane z 1939 roku